# Saint-Genès-de-Fronsac
Saint-Genès-de-Fronsac település Franciaországban, Gironde megyében. Lakosainak száma 970 fő (2022. január 1.). Saint-Genès-de-Fronsac Marcenais, Mouillac, Périssac, Val de Virvée és Vérac községekkel határos.

## Népesség
A település népessége az elmúlt években az alábbi módon változott:
| Lakosok száma | 269  | 371  | 550  | 672  | 741  | 775  | 794  | 856  | 889  | 970  |
|               | 1968 | 1982 | 1990 | 2006 | 2013 | 2015 | 2017 | 2019 | 2020 | 2022 |